# Okret (biohemija)
Okret je element sekundarne strukture proteina gde polipeptidni lanac menja sveukupnu orijentaciju. Po najčešće korišćenoj definiciji, okret je strukturni motiv gde su Cα atomi dva ostatka razdvojena sa nekoliko (obično 1 do 5) peptidnih veza na maloj razdaljini (< 7 Å), dok korespondirajući ostaci ne formiraju regularni element sekundarne strukture, kao što je alfa heliks ili beta ravan. Za razliku od heliksa, diedral uglovi peptidne osnove nisu (približno) konstantni za sve ostatke okreta. Mada malo rastojanje između dva terminalna Cα atoma obično dovodi do formiranja jedne ili dve vodonične veze između korespondirajućih ostataka, takve vodonične veze nisu strogo neophodne za definisanje okreta.

## Literatura
- Venkatachalam CM. (1968). „Stereochemical criteria for polypeptides and proteins. V. Conformation of a system of three linked peptide units”. Biopolymers. 6 (10): 1425—36. PMID 5685102. doi:10.1002/bip.1968.360061006.
- Némethy, George; Printz, Morton P. (1972). „The {\displaystyle \gamma }-Turn, a Possible Folded Conformation of the Polypeptide Chain. Comparison with the β-Turn”. Macromolecules. 5 (6): 755. doi:10.1021/ma60030a017.
- Lewis PN, Momany FA, Scheraga HA (1973). „Chain reversals in proteins”. Biochim Biophys Acta. 303 (2): 211—29. PMID 4351002.
- Toniolo C.; Benedetti, Ettore (1980). „Intramolecularly hydrogen-bonded peptide conformations”. CRC Crit Rev Biochem. 9 (1): 1—44. PMID 6254725. doi:10.3109/10409238009105471.
- Richardson JS. (1981). „The anatomy and taxonomy of protein structure”. Adv Protein Chem. 34: 167—339. PMID 7020376. doi:10.1016/S0065-3233(08)60520-3. Архивирано из оригинала 10. 02. 2019. г. Приступљено 06. 12. 2012.
- Rose GD, Gierasch LM, Smith JA (1985). „Turns in peptides and proteins”. Adv Protein Chem. 37: 1—109. PMID 2865874. doi:10.1016/S0065-3233(08)60063-7.
- Milner-White EJ & Poet R (1987). „Loops, bulges, turns and hairpins in proteins”. Trends Biochem Sci. 12: 189—192. doi:10.1016/0968-0004(87)90091-0.
- Wilmot CM, Thornton JM (1988). „Analysis and prediction of the different types of beta-turn in proteins”. J Mol Biol. 203 (1): 221—32. PMID 3184187. doi:10.1016/0022-2836(88)90103-9.
- Sibanda, B.L.; Blundell, T.L.; Thornton, J.M. (1989). „Conformation of β-hairpins in protein structures:: A systematic classification with applications to modelling by homology, electron density fitting and protein engineering”. Journal of Molecular Biology. 206 (4): 759—777. PMID 2500530. doi:10.1016/0022-2836(89)90583-4. Приступљено 15. 2. 2011.
- Milner-White, E (1990). „Situations of gamma-turns in proteinsTheir relation to alpha-helices, beta-sheets and ligand binding sites”. J. Mol. Biol. 216 (2): 385. PMID 2254936. doi:10.1016/S0022-2836(05)80329-8.
- Hutchinson, E.G.; Thornton, J.M. (1994). „A revised set of potentials for β-turn formation in proteins”. Protein Science. 3 (12): 2207—2216. PMC 2142776 . PMID 7756980. doi:10.1002/pro.5560031206.
- Pavone V, Gaeta G, Lombardi A, Nastri F, Maglio O, Isernia C, Saviano M (1996). „Discovering protein secondary structures: classification and description of isolated alpha-turns”. Biopolymers. 38 (6): 705—21. PMID 8652792. doi:10.1002/(SICI)1097-0282(199606)38:6<705::AID-BIP3>3.0.CO;2-V.
- Rajashankar KR, Ramakumar S (1996). „Pi-turns in proteins and peptides: Classification, conformation, occurrence, hydration and sequence”. Protein Sci. 5 (5): 932—46. PMC 2143406 . PMID 8732765. doi:10.1002/pro.5560050515. Архивирано из оригинала 24. 05. 2009. г. Приступљено 06. 12. 2012.